# Wedell-Williams XP-34
Le Wedell-Williams XP-34 était un projet d'avion de chasse soumis au United States Army Air Corps (USAAC) avant la Seconde Guerre mondiale par Marguerite Clark Williams, veuve du millionnaire Harry P. Williams, ancien propriétaire et cofondateur de la Wedell-Williams Air Service Corporation.

## Conception et développement
Dérivé d'une proposition initiale faite en 1932, le XP-34 était basé sur un design du pilote de course aérienne Jimmy Wedell, considéré comme "l'un des concepteurs d'avions de course les plus renommés de son époque". L'avion était le résultat direct du développement des conceptions les plus réussies de Wedell, le Model 44 et le Model 45. Le fuselage avant devait être en métal, la partie arrière et les surfaces de contrôle recouvertes de toile.
L'intérêt exprimé par l'USAAC était basé sur le succès des avions de course privés des années 1930 qui atteignaient des vitesses de 300 mph en compétition, un niveau de performance non atteint par les types d'avions standard en service dans l'armée américaine.
Le 1er octobre 1935, l'USAAC a commandé un ensemble complet de dessins et a attribué la désignation XP-34. Il est vite apparu, cependant, que son moteur d'origine Pratt & Whitney R1535 Twin Wasp de 700 hp (522 kW), les performances anticipées du XP-34 seraient insuffisantes par rapport aux conceptions déjà en production.
Wedell-Williams a proposé de substituer le Pratt & Whitney XR-1830 de 900 hp (671 kW). Bien que la promesse de haute vitesse soit toujours présente, d'autres considérations telles que la refonte complète de la cellule pour accueillir un moteur plus lourd et plus puissant ont été jugées impraticables, la nouvelle conception étant par la suite rejetée par le Corps aérien avant que tout avion ne soit construit.

## Caractéristiques (proposées)
Tel que proposé, le XP-34 aurait eu les caractéristiques suivantes :
- Équipage : 1 pilote
- Longueur : 7,2 m (23 pieds 6 pouces)
- Envergure : 8,45 m (27 pieds 8,5 pouces)
- Hauteur : 3,28 m (10 pieds 9 pouces)
- Poids brut : 1 928 kg (4 250 lb)
- Moteur : 1 moteur radial Pratt & Whitney XR1830-C refroidi par air

Puissance : 671 kW (900 hp)
- Vitesse maximale : 496 km/h (308 mph)
- Vitesse projetée : 460 km/h (286 mph) à 3 050 m (10 000 pieds)